# Heliothea alpherakii
Heliothea alpherakii là một loài bướm đêm trong họ Geometridae.